# Gustav Keckeis

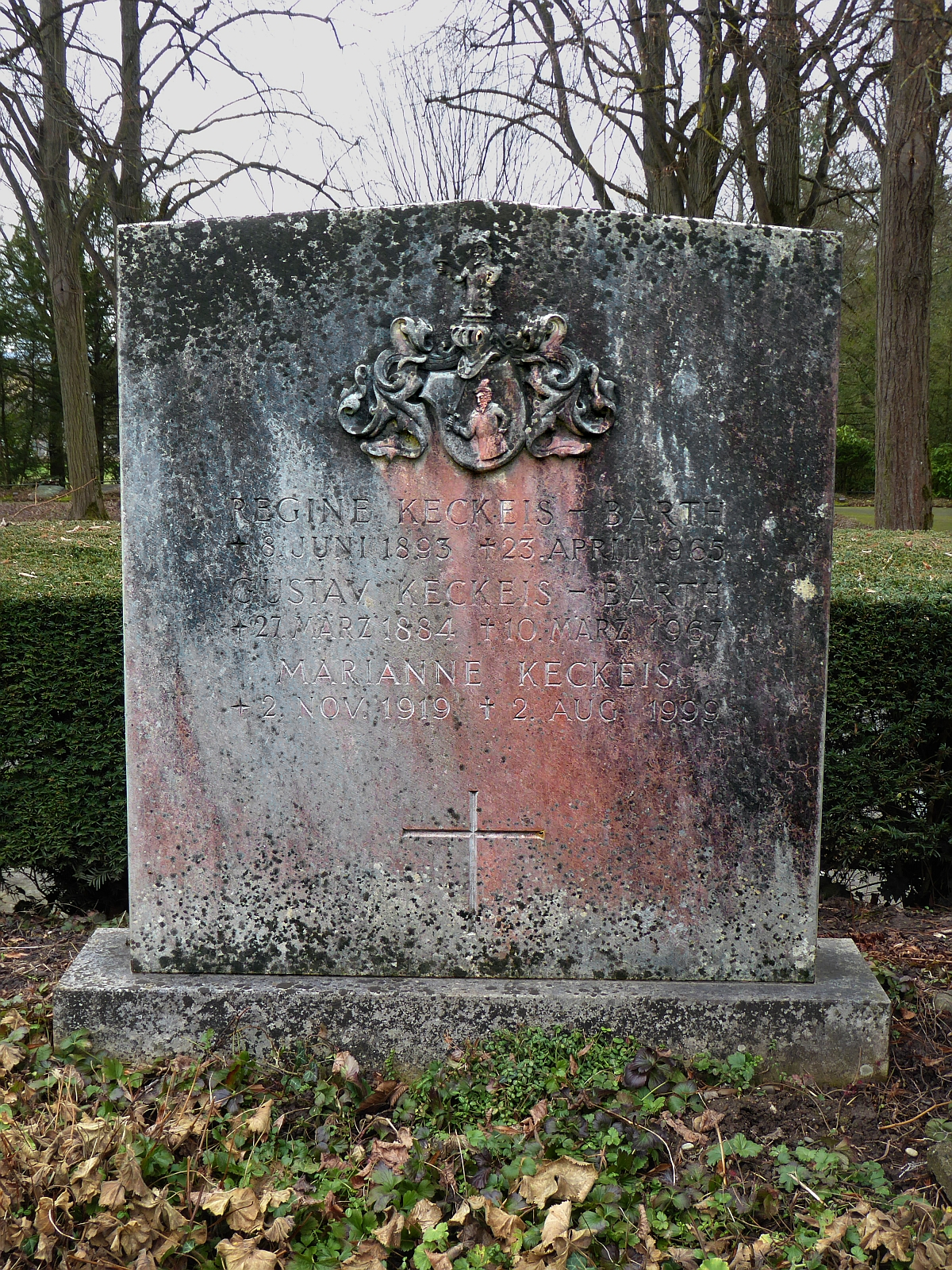
Grab auf dem Friedhof am Hörnli, Riehen, Basel-Stadt

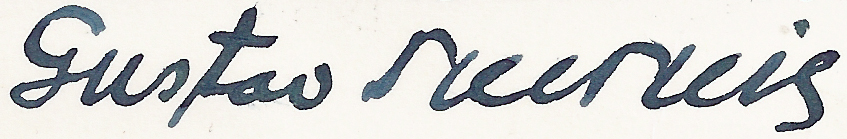
Gustav Keckeis. Signatur 1954

Gustav Keckeis (* 27. März 1884 in Basel; † 10. März 1967 ebenda, auch Johannes Muron) war ein Schweizer Verleger und Schriftsteller.

## Leben
Gustav Keckeis studierte in Leipzig, Bonn, Lausanne, Bern und Basel. Er promovierte 1907 mit einer Arbeit über Dramaturgische Probleme im Sturm und Drang zum Dr. phil. und wurde Leiter des Herder Verlags in Freiburg im Breisgau. Nach der Machtübernahme der Nationalsozialisten ging er nach Zürich und übernahm 1934 die Leitung des Benziger-Verlags. Von 1939 bis 1941 wirkte Keckeis als Präsident des Schweizerischen Buchhändler- und Verlegervereins.
In Zusammenarbeit mit anderen Verlegern gab er 1945–1948 das Schweizer Lexikon in 7 Bänden heraus. 1953/1954 liess er das zweibändige Lexikon der Frau folgen. 1957 übergab er die Leitung des Benziger-Verlags seinem Sohn Peter Keckeis.
Seit 1906, als er mit den Erzählungen Von jungen Menschen debütierte, trat Keckeis, der sich das Pseudonym Johannes Muron zulegte, immer wieder als belletristischer Autor in Erscheinung. 1926 und 1928 erschienen der zweibändige Kolumbus-Roman Die spanische Insel (Neufassung 1961) und 1931 die geheimnisvoll-mystischen Oasenbriefe Himmel über wanderndem Sand. Als Werk des antifaschistischen Widerstands wurde der Roman Das kleine Volk (Einsiedeln 1939) empfunden, das der Verteidigungsbereitschaft einer belgischen Stadt im Ersten Weltkrieg ein Denkmal setzt. 1947 erschien das Werk Die fremde Zeit, welches die Geschichte der Schweiz in den Jahren 1933–1945 aufarbeitet.